# Friedrich Benjamin Osiander
Friedrich Benjamin Osiander, né le 9 février 1759, Zell unter Aichelberg et mort le 25 mai 1822, Göttingen, Royaume de Hanovre, était un obstétricien en exercice à Göttingen ayant inventé les forceps, instruments d'extraction du fœtus. Il est le père de l'obstétricien, Johann Friedrich Osiander (de).
Il a étudié la médecine à l'Université de Tübingen et, après avoir obtenu son diplôme, en 1779, il s'est installé comme médecin généraliste à Kirchheim unter Teck. En 1792, il est devenu professeur agrégé en obstétrique à l'Université de Göttingen.

## Principaux travaux
- (de) Lehrbuch der Hebammenkunst: sowohl zum Unterricht angehender Hebamen als zum Lesebuch für jede Mutter, 1796 - Manuel de Maïeutique
- (de) Neue Denkwürdigkeiten für Aerzte und Geburtshelfer, 1797 - Mémorandum pour médecins et obstétriciens
- (de) Handbuch der Entbindungskunst, 1818 - Manuel d'obstétrique[2]